# Hertig av Longueville
Hertig av Longueville är en titel burits av ättlingar till Jean de Dunois.
Hertigdömet inrättades 1505 och dess medlemmar erhöll 1571 titeln prinsar av blodet. 1694 utslocknade hertigarna av Longueville. Bland hertigarna av Longueville märks Henri I av Orléans, hertig av Longueville (1568-1595) som 1589 besegrade ligan i slaget vid Senlis 1589 och Henri II av Orléans, hertig av Longueville (1595-1663).